# 罗宾·弗莱明
罗宾·弗莱明（英語：Robin Fleming，1956年—）是一位美国中世纪史学家，波士顿学院历史学教授，2013年获麦克阿瑟奖，专攻古罗马时期和中世纪早期的英格兰，主要作品有《诺曼征服时期的国王与领主》（Kings and Lords in Conquest England）等。